# Tokunoshima
Tokunoshima (徳之島 (Đức Chi đảo) tiếng Amami: とゥクヌシマ Tukunushima) là một hòn đảo thuộc quần đảo Amami, một phần của quần đảo Nansei) (hay Ryukyu) tại Nhật Bản. Về mặt hành chính, hòn đảo thuộc tỉnh Kagoshima. Trên đảo có ba thị trấn: Tokunoshima, Isen, và Amagi. Hòn đảo nằm giữa đất liền tỉnh Kagoshima và đảo chính Okinawa. Đảo có diện tích 247,77 km² và có dân số khoảng 27.000 người.

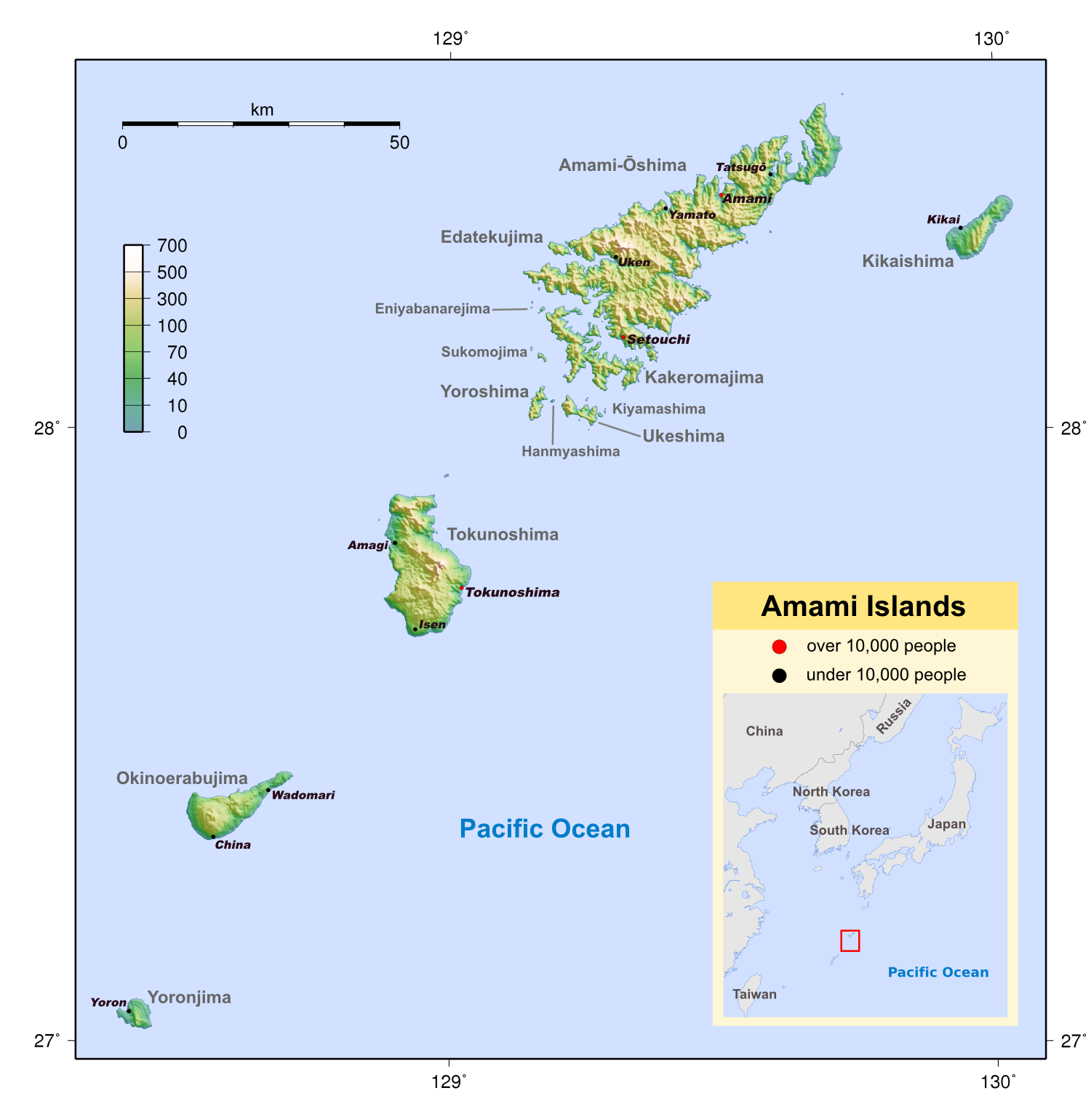
Bản đồ quần đảo Amami

Đảo là nơi sinh sống của một loài rắn độc gọi là habu (cũng có trên một số đảo khác), thỏ Amami quý hiếm và có nòi giống gần giống với giống thỏ thời tiền sử, và một kiểu đấu bò tót độc đáo gọi là Tōgyū. Có một vài cảng trên hòn đảo, và một sân bay nhỏ là sân bay Tokunoshima. Đi bộ đường dài không được khuyến khích do lo ngại về rắn độc, song những còn đường mòn trên núi mang đến cho du khách những phong cảnh đẹp và kỳ thú.  Bờ biển củ đảo khá ấn tượng, và có một đoạn bờ biển lạ lùng ở phía bắc của đảo, và tai nạn hàng hải cũng xảy ra vì các tấm đá bằng đồ sộ ở đây.